# Elachista festucicolella
Elachista festucicolella is een vlinder uit de familie grasmineermotten (Elachistidae). De wetenschappelijke naam is voor het eerst geldig gepubliceerd in 1859 door Zeller.
De soort komt voor in Europa.